# مغيب (مصطلح)
المُغِيب أو المُغِيبة يُطلق على أحد الزوجين الذي غاب عنه زوجه مؤقتًا بغرض العمل أو السفر أو الترفيه.